# José María Aguirre
José María Aguirre (Santa Fe, 20 febbraio 1783 – Buenos Aires, 15 aprile 1847) è stato un patriota argentino.
Nel 1810 prese parte alla rivoluzione di maggio che instaurò la Prima Giunta, dopodiché combatté contro gli indipendentisti di Uruguay e Paraguay.
Dopo che l'Argentina ottenne l'indipendenza nel 1816, partecipò alle campagne militari a supporto del Perù (nel 1816) e del Cile (nel 1817). 
Nel 1827, nell'ambito della guerra argentino-brasiliana, si distinse nella battaglia di Ituzaingó.